# Эйхвальд, Хокан фон
Хокан Ингвар фон Эйхвальд (швед. Håkan Ingvar von Eichwald; 2 апреля 1908, Або, Великое княжество Финляндское — 1 мая 1964, Мальмё, Швеция) — шведский композитор и дирижёр.

## Биография
Хокан фон Эйхвальд родился 2 апреля 1908 года в семье финских шведов, имевших и русские корни. Начальное музыкальное образование он получил в Хельсинки, где обучался у Карла Экмана, Илмари Ханникайнена и Селима Пальмгрена. Позже, с 1925 по 1926 годы, продолжил обучение в Вюрцбурге и в Венской консерватории. В 1926 году фон Эйхвальд переехал в Швецию, где стал пианистом в одном из театров Стокгольма, потом создал собственный оркестр, с которым выступал в танцевальных кафе. С 1932 года он гастролировал в Германии, где его называли «шведским королём джаза». В 1930-е годы работал в Театре Васа в Стокгольме и Шведском театре в Хельсинки.
В 1937 году фон Эйхвальд основал новый оркестр. В 1939—1940 годах он предпринял ещё одно большое турне по Германии. С 1946 по 1959 год был дирижёром Хельсингборге, с 1962 года работал в городском театре Мальмё.
В период с 1943 по 1956 годы фон Эйхвальд написал музыку для десяти кинофильмов.

## Семья
Хокан фон Эйхвальд был женат дважды: в 1929—1935 годах на актрисе Маритте Марке, с 1936 года на танцовщице Ингрид Тунер.